# Temple protestant de Soissons
 (mars 2018).
Le temple protestant de Soissons est un lieu de culte situé boulevard Gambetta à Soissons. La paroisse est membre de Église protestante unie de France.

## Historique
Le temple protestant de Soissons actuel a été construit en 1897.

## Caractéristiques

### Extérieur

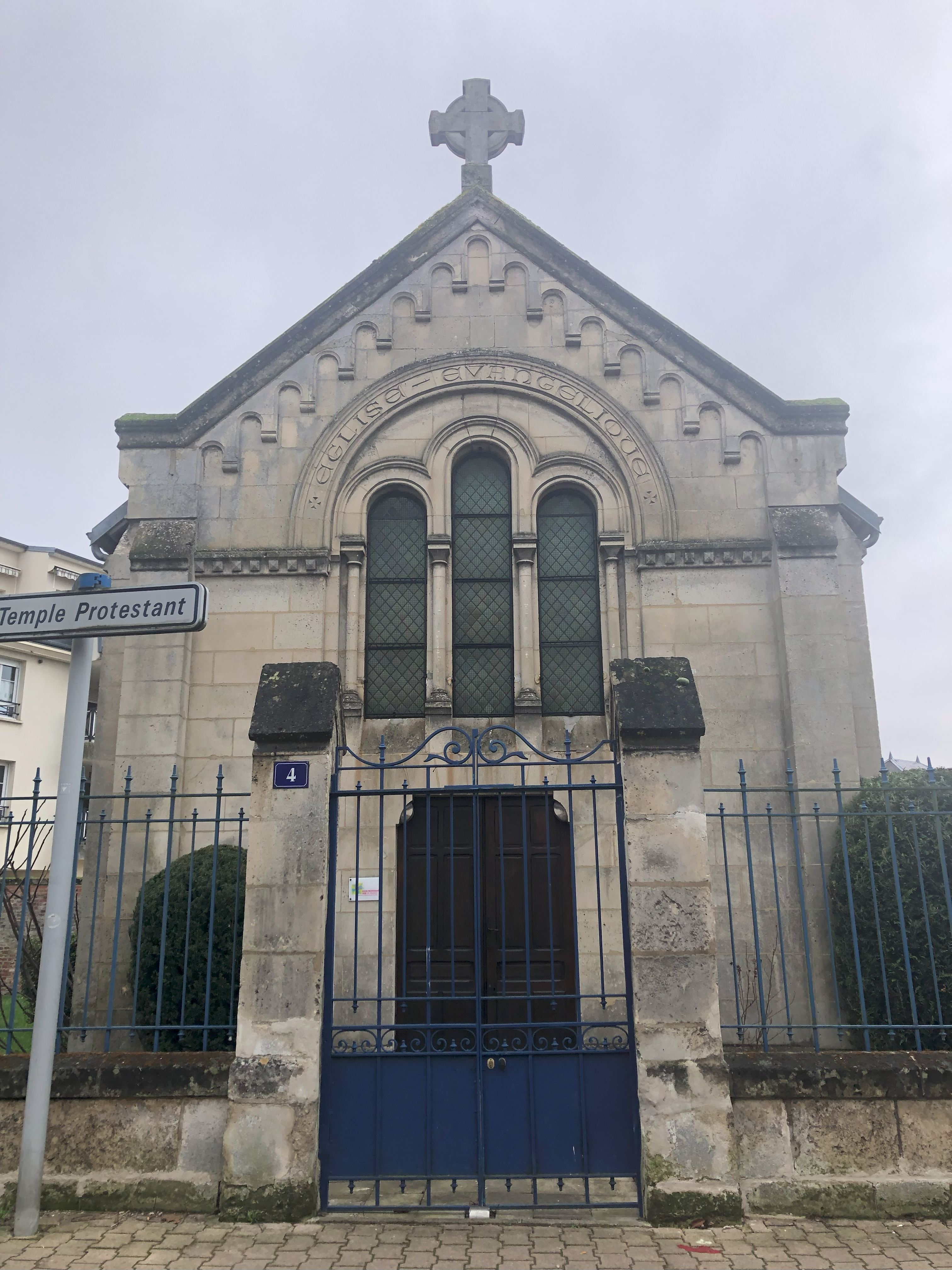
Vue de la façade

Le temple est un bâtiment construit en pierre selon un plan quadrangulaire. La façade élevée sur deux niveaux est percée d'un portail surmonté d'une large baies de trois fenêtres encadrées par un arc en plein cintre légèrement saillant. Le pignon est surmonté d'une croix de pierre.  